# Mora (cantante)
Gabriel Armando Mora Quintero (San Juan, Puerto Rico, 18 de abril de 1996), más conocido por su apellido y nombre artístico, Mora, es un cantante, compositor y productor discográfico puertorriqueño.

## Biografía
Originario de Bayamón, Puerto Rico, Gabriel Armando Mora Quintero mostró interés por la música desde una edad temprana. A los seis años comenzó a tocar la flauta, y posteriormente aprendió a ejecutar el piano.
Cursó estudios en una escuela elemental con enfoque Montessori, caracterizada por su énfasis en las artes. Durante su adolescencia practicó baloncesto y tenis en el Colegio San José en Río Piedras, sin abandonar su vínculo con la música.
Más adelante, inició la carrera de Administración de Empresas en la Universidad de Puerto Rico, pero abandonó los estudios poco después. También asistió brevemente al Berklee College of Music, institución que decidió dejar para enfocarse en su carrera musical. En 2017, comenzó a lanzar sus primeras canciones de manera independiente.

## Carrera musical

### Inicios
Mora inició su carrera musical en 2017 con el lanzamiento de su primer sencillo, «Provocándome». Ese mismo año publicó «Señorita», en colaboración con Rafa Pabön, y posteriormente el tema «Pensabas», junto a Eladio Carrión, Brray y Joyce Santana, que obtuvo gran repercusión en la escena urbana.
De manera independiente también lanzó sencillos como «Nunca seremos», «Hasta cuándo» y «Noche loca». En 2018, firmó contrato con el sello discográfico Rimas Music, consolidando así su entrada formal en la industria musical.

### 2018-2020: Rimas Music y «Una vez»
Su primer sencillo bajo la discográfica puertorriqueña fue «Te Miento» junto a Ele A el Dominio, lanzada en junio de 2018. A continuación volvió a colaborar con Rafa Pabón y Brray  en el sencillo «Me Jukie». Durante todo el año, Mora continuó sacando canciones. Así, vieron la luz éxitos como «si tú no estás» al lado de Myke Towers, el sencillo «Reir o Llorar», «Me niego» junto a Big Soto, entre otros. Ese mismo año también lanzó el remix de «Noche Loca», junto a Bryant Myers, De la Ghetto, Noriel y Juhn.
Mora comenzó el 2019 con el estreno de «No hay Mañana» junto a Nio García. Ese mismo año lanzó una gran cantidad de sencillos en solista como «El Recuerdo», «La Culpa», la colaboración «Perdóname» con el chileno Pablo Chill-E, «En Bajita» acompañada de la producción de Young Martino, entre otros. El mismo año, estrenó «Dándole» y «No te creo».
Para 2020 lanzó «Caliente» y «Malagradecida» (junto a Big Soto) y «Pégate», cuyo remix contó con la colaboración de Jhayco. En ese mismo año colaboró con el artista Bad Bunny en el sencillo titulado «Una Vez», del álbum YHLQMDLG. Esta canción llevó a la cima de los listados por primera vez a Mora. En dicho álbum también compuso los temas «La difícil» y «Solia». Mora mantendría una estrecha relación con Bad Bunny, ya que posteriormente colaboraría en la producción de "Te Mudaste" y "Un Verano sin Ti", canción que lleva el mismo nombre del álbum al que pertenece.

### 2021-2022:Primer día de clases,Microdosis yParaíso
El 5 de febrero de 2021, Mora lanzó su primer álbum de estudio, Primer día de Clases,'(Todo temazos como: tuyo, 512, primer dia de clases etc..)' un trabajo de 16 canciones que contó con las colaboraciones de Lunay, Farruko, Arcángel, entre otros. El álbum fue todo un éxito y Mora se convirtió en lo nuevo para observar en la escena. Del álbum sobresalen los temas «Cuando será», «512», «En un avión», «Tuyo», entre otros. En ese mismo año, precisamente el 8 de julio, lanzó el remix de su sencillo «Volando», con Bad-bunny y sech, el cual superó las 350 millones de visitas en YouTube. A su vez, también colaboró con Mau & Ricky y Sebastián Yatra en el sencillo «3 de la mañana». También lanzó «Toa la vida» con Nicki Nicole.
El 1 de abril de 2022, Mora, lanzó su segundo álbum de estudio de nombre Microdosis, este contó con 15 sencillos y colaboraciones con artistas como Sech, Zion, Kendo Kaponi, Jhayco, Feid, entre otros. Entre los temas más destacados se encuentran «Memorias», «QSY», «Ojos Colorau», «bad trip :(», entre otros. Todos los sencillos del álbum ofrecieron su visualizer, así también las participaciones en los videos de los artistas colaboradores, como Feid en «La Inocente», o Sech en «Tus lágrimas».
El 3 de noviembre del 2022, Mora lanzó su tercer álbum de estudio titulado Paraíso. El álbum cuenta con 14 canciones, e incluye colaboraciones de canciones exitosas como «APA» con Quevedo, paopao, YOVNGCHIMI, De La Ghetto y Danny Ocean. La canción promocional del álbum fue «Cómo has estau?».

### 2023:Estrella
El 28 de agosto del 2023, Mora lanzó su cuarto álbum de estudio llamado Estrella. Este álbum cuenta con 15 canciones, de las cuales 7 son colaboraciones con los siguientes artistas: Yandel, Arcángel, Dei V, Álvaro Díaz, Saiko y RaiNao en las canciones «Pide» y «Un deseo». En el proyecto podemos escuchar una parte más melancólica como lo son las canciones «Donde se aprende a querer?» y «Pasajero», otras más románticas como «Media luna» y «Reina». El puertorriqueño también volvió a las bases del trap latino con «El Chacal», «Diamonds» y «Ayer y hoy», en el cual Arcángel hace un discurso final. Según las palabras de Mora: “Estrella, creo que es el álbum más personal de toda mi carrera".

2025- Presente: Lo Mismo De Siempre
El 18 de mayo de 2025, Mora publicó su quinto y más reciente álbum. En el cual se llevan a cabo colaboraciones con artistas como C. Tangana, De La Rose, Ryan Castro, Omar Courtz, Sech, Young Miko y Dei V. Es un álbum muy personal como se ve reflejado en canciones como “Cuando me vaya” o “Lo mismo de siempre”. También hay canciones románticas como “Detrás de tu alma” o “Mil vidas”. Como bien dice el puertorriqueño es un álbum predecible, lo mismo de siempre. 

## Discografía

### Álbumes de estudio
- 2021: Primer día de clases
- 2022: Microdosis
- 2022: Paraíso
- 2023: Estrella
- 2025: Lo mismo de siempre

## Premios y nominaciones
| Año  | Premio                   | Galardón                       | Nominación    | Resultado | Ref. |
| ---- | ------------------------ | ------------------------------ | ------------- | --------- | ---- |
| 2021 | Premios Juventud         | The New Generation - Male      | Él Mismo      | Nominado  |      |
| 2022 | Premios Juventud         | Male Artist – On the Rise      | Él Mismo      | Nominado  |      |
| 2022 | Premios Tu Música Urbano | Top Rising Star — Male         | Él Mismo      | Nominado  |      |
| 2022 | Premios Tu Música Urbano | Compositor del Año             | Él Mismo      | Nominado  |      |
| 2022 | Premios Tu Música Urbano | Remix del Año                  | Volando Remix | Nominado  |      |
| 2022 | Premios Tu Música Urbano | Álbum del Año - New Artist     | Microdosis    | Nominado  |      |
| 2023 | Premios Lo Nuestro       | Nueva Artista - Masculino      | Él Mismo      | Nominado  |      |
| 2023 | Premios Juventud         | Mejor Álbum Urbano - Masculino | Microdosis    | Nominado  |      |
| 2023 | Premios Tu Música Urbano | Colaboración del Año           | La Inocente   | Nominado  |      |
| 2023 | Premios Tu Música Urbano | Álbum del Año - Masculino      | Paraíso       | Nominado  |      |
| 2023 | Premios MTV Miaw         | Artista en la Mira             | Él Mismo      | Nominado  |      |